# オラレンワジュ・カヨデ
オラレンワジュ・カヨデ（英語: Olarenwaju Ayobami Kayode，1993年5月8日 - ）は、ナイジェリア・イバダン出身のサッカー選手。ナイジェリア代表。ポジションはフォワード。

## 経歴

### クラブ
レッドブル・ガーナでキャリアをスタートさせ、2010年2月にASECミモザと契約を結んだ。2012年2月2日、FCルツェルンに11月30日までレンタル移籍した。
2013年10月10日、イスラエル・プレミアリーグのマッカビ・ネタニヤFCに1年間のレンタルで移籍した。マッカビ・ネタニヤFCに完全移籍後、13得点6アシストを記録し、FKアウストリア・ウィーンと4年契約を結び移籍した。2015年8月2日、SCラインドルフ・アルタッハ戦で移籍後初得点を記録した。
2017年8月17日、マンチェスター・シティFCに4年契約で移籍した。移籍後すぐに、2017-18シーズンは提携クラブのジローナFCにレンタル移籍した。2017年8月19日、アトレティコ・マドリード戦にポルトゥと交代で出場し、プリメーラ・ディビシオンで初出場した。2018年3月2日、ジローナFCとのレンタル契約を終了し、FCシャフタール・ドネツクにレンタル移籍した。2018年6月8日、FCシャフタール・ドネツクに完全移籍することが発表された。

### 代表
U-17ナイジェリア代表として、2009 FIFA U-17ワールドカップに出場した。2010年5月3日、U-20ナイジェリア代表に初選出され、アフリカユース選手権予選に出場し、2011年4月12日に南アフリカ共和国で開催されたアフリカユース選手権のU-20ナイジェリア代表にも選出された。2017年3月23日、セネガル代表との親善試合でナイジェリア代表デビューを果たした。

## タイトル

### クラブ
ASECミモザ
- リーグ・アン：2010

マッカビ・ネタニヤFC
- リーガ・レウミット（英語版）：2013-14

FCシャフタール・ドネツク
- ウクライナ・プレミアリーグ：2017-18, 2018-19
- ウクライナ・カップ：2017-18, 2018-19

スィヴァススポル
- テュルキエ・クパス：2021-22

### 個人
- ブンデスリーガ得点王：2016-17（17得点）